# Игнатьев, Емельян Игнатьевич
Емельян Игнатьевич Игнатьев (23 декабря 1869, Выдренка, Чериковский уезд, Могилевская губ., Российская империя — 13 августа 1923, Тула, РСФСР, СССР) — российский и советский педагог-математик и автор научно-популярных книг.

## Биография
Был внебрачным сыном хозяина имения Выдренка Александра Ивановича Барановского и местной крестьянки. Своё происхождение и переживания относительно отца Игнатьев описывает в рассказе «Как я его потерял»..
Обучался сперва в прогимназии в г. Сураж а затем в Первой киевской гимназии. По окончании гимназии в 1887 году Игнатьев поступил на физико-математический факультет Университета св. Владимира в Киеве, который окончил в 1891 году, там же в 1889 году получил серебряную медаль за работу «Приближенное вычисление определенных интегралов». После окончания университета преподавал в различных киевских гимназиях. В 1897 году в Киевском физико-математическом обществе прочел доклад «О X книге Евклида».
Еще в студенческие годы Игнатьев начал активно заниматься журналистской деятельностью, впоследствии стал сотрудником, а затем и редактором газеты «Киевское слово». В 1901 году переехал в Петербург, где работал помощником редактора газеты «Новости», затем сотрудничал в «Биржевых ведомостях».
В начале 1900-х годов выпустил сборник стихов, сборник повестей и рассказов «Без руля и без ветрил», а также ряд публицистических произведений («Еврейский вопрос в России», «Россия и окраины», памфлет «Похвала пьянству и письма о нём деревенских людей»). В 1905 году за агитацию среди рабочих подвергся заключению в «Крестах» на полтора года, после чего был сослан.
После освобождения Игнатьев продолжил литературную деятельность: в период с 1906 по 1917 год им был написан ряд научно-популярных книг по математике и естественным наукам. Наиболее известное произведение Игнатьева — «В царстве смекалки», выпущенное в 1908-11 гг. в трёх томах. Книга «Наука о небе и земле» была отмечена премией Академии наук и Русского астрономического общества.
В то же время он преподавал математику в одном из прогрессивных учебных заведений — Василеостровской новой школе (впоследствии — гимназии М. Д. Могилянской), созданной группой учителей, уволенных за неблагонадежность из казенных гимназий.
Во время революции 1917 года Игнатьев принимал активное участие в становлении советской власти: был членом Петросовета, членом исполкома Спасского районного совета Петрограда. В преддверии выборов в Учредительное собрание Игнатьев выпустил брошюру «Избирательная арифметика», в которой изложил основные способы распределения мандатов при пропорциональном представительстве: «метод больших остатков» и «метод Гондта».
В 1918—1919 годах был ответственным организатором Пролеткульта при Наркомате просвещения, а впоследствии — руководителем Отдела общесоциалистического образования Пролеткульта.
В телеграмме от 8 мая 1919 года председатель Тульского губернского комитета РКП(б) Г. Н. Каминский просил Петроградский комитет РКП(б) о содействии временной командировке Е. И. Игнатьева для «немедленной организации пролетарского Университета крайне необходимого в связи с особым положением на оружейном и патронных заводах». Прибывший в Тулу с двумя вагонами книг Игнатьев сразу же стал председателем Тульского пролеткульта, был руководителем Коммунистического университета имени В. И. Ленина (впоследствии — Тульской губсовпартшколы) и рабочего факультета. Преподавал в институте народного образования математику и мироведение.
Умер 13 августа 1923 года. Похоронен в центре Тулы на Кладбище Коммунаров (ныне — Сквер Коммунаров).
После смерти Игнатьева его книги не переиздавались более полувека. Лишь в 1978 году вышло переработанное (и значительно сокращённое) издание «В царстве смекалки». С тех пор эта книга регулярно переиздаётся, а с 1990-х годов начала переиздаваться и полная версия «В царстве смекалки» в 3-х частях.

## Отзывы
С. Я. Маршак в своем содокладе о детской литературе на Первом съезде советских писателей, описывая неразвитость дореволюционной детской литературы, говорил об Игнатьеве:
Помню и другого пьяницу, талантливого и самобытного математика, который ночи напролет пил крепкий чай, задыхался в табачном чаду и писал для детей книги, которые назывались «В царстве смекалки»

## Сочинения
По математике
- Математические игры, развлечения и задачи — Санкт-Петербург: А. М. Лесман, 1903
- Арифметика для родителей и задачник для детей дошкольного возраста. — СПб.: изд. Н. П. Карабасникова, 1909.
- В царстве смекалки, или арифметика для всех. — Ч. 1-3 — СПб, В. Л. Богушевский, 1908—1911.
- Математическая хрестоматия. — Кн. 1: Арифметика. — М.: изд. т-ва И. Д. Сытина, 1913.
- Математическая хрестоматия. — Кн. 2: Алгебра и общая арифметика. — М.: изд. т-ва И. Д. Сытина, 1915.
- Букварь-задачник по арифметике для начальных школ, детских садов и домашнего обучения — М.: т-во И. Д. Сытина, 1913.
- Начатки арифметики: концентрическое руководство для обучения и самообучения. — Ч. 1: Арифметика целых чисел. Подготовительные понятия о дробях. — СПб.: изд. т-ва А. С. Суворина «Новое время», 1914.
- Начальный задачник по арифметике / Сост. Е. И. Игнатьев и А. В. Цингер; Ч. 1-3. — Москва: т-во И. Д. Сытина, 1914—1915.
- Задачник по арифметике для приготовительных классов средних учебных заведений . — Санкт-Петербург : т-во А. С. Суворина «Новое время», 1915.
- Избирательная арифметика : Основ. задача системы пропорциональных выборов: (Как подсчитывать голоса при выборах) — Петроград: Город и деревня, 1917.

По астрономии и естествознанию
- В волнах бесконечности : Вып. 1-2 — Санкт-Петербург : тип. «Россия», 1908. — 224 с.: ил.; 18. — (Библиотека «Всходов»; № 11-12).
- Астрономические досуги / Е. И. Игнатьев. — Москва : т-во И. Д. Сытина, 1912.
- Наука о небе и земле, общедоступно изложенная : Очерки по астрономии, физ. географии и геологии . — Санкт-Петербург : А. С. Суворин, 1912.
- О кометах : Общедоступный астрономический очерк по поводу последнего появления кометы Галлея в 1910 г. — Санкт-Петербург : Всходы, 1913.
- В царстве звезд и светил : Наблюдательная астрономия для всех. Кн. 1-2 / — Петроград : «Новое время» т-ва А. С. Суворина, 1915—1916. — 2 т.
- Азбука неба : Начальные наблюдения над небесными светилами / Сост. Е. И. Игнатьев. — Петроград ; Москва : Т-во М. О. Вольф, 1915.
- В бесконечности вселенной : Астрономические очерки — Петроград : Н. П. Карбасников, 1916.
- Законы природы : Опыт общедоступного изложения основных начал современного научного миропонимания. — Петроград : тип. т-ва А. С. Суворина «Новое время», 1916.
- Наша земля : Географическая и геофизическая хрестоматия / Е. И. Игнатьев. — Петроград : Н. П. Карбасников, 1916.
- Небесный мир : Иллюстрированная общедоступная астрономия / Е. И. Игнатьев. — Петроград ; Москва : Т-во М. О. Вольф, 1916.
- Царство небесных светил : Общедоступный астрономический атлас в 12 карт., указывающих положение главнейших созвездий и звезд. — Петроград ; Москва : Т-во М. О. Вольф, 1916.

Художественные
- Стихотворения — Санкт-Петербург : тип. И. Н. Скороходова, 1901.
- Без руля и без ветрил : Повести и рассказы / Е. Игнатьев (Альф). — Санкт-Петербург : В. Л. Богушевский, [1908].
- Сказка про Ивана-дурака, прекрасную царевну и хитрого немца / Е. И. Игнатьев. — Петроград : Город и деревня, 1917 (Книги для народа, книга — в народ; № 2).

Публицистические
- Еврейский вопрос в России / Под ред. проф. Ив. Ив. Иванюкова. — Санкт-Петербург : тип. С. М. Проппера, 1906 (Политическая библиотека «Биржевых ведомостей»; Вып. 19).
- Россия и окраины / Под ред. проф. И. И. Иванюкова. — Санкт-Петербург : тип. С. М. Проппера, 1906. (Политическая библиотека «Биржевых ведомостей»; Вып. 26).
- Похвала пьянству и письма о нем деревенских людей : (Памфлет) / Похвалу написал и письма собр. Альф [псевд.]. — Санкт-Петербург : Электропеч. Я. Левенштейн, 1907.
- Необходимость и смысл Займа свободы / Всерос. ком. обществ. содействия гос. займам. — Петроград : тип. АО изд. дела «Копейка», 1917.

## Адреса
В Киеве
- 1899—1900 — Золотоворотская ул., 6.

В Санкт-Петербурге
- 1901—1902 — Екатерингофский пр., 13.
- 1902—1903 — Вознесенский пр., 35.
- 1903—1905 — Гороховая ул., 64.
- 1905 — Бронницкая ул., 1.
- 1908—1911 — Гусев пер., 8.